# MBC 뉴스의 광장
《MBC 뉴스의 광장》은 MBC 표준FM에서 1968년 10월 21일부터 2019년 9월 29일까지 방송했던 아침종합뉴스 프로그램이다.

## 역대 방송시간
| 방송 채널  | 방송 기간                          | 방송 시간                  | 방송 분량 |
| ---------- | ---------------------------------- | -------------------------- | --------- |
| MBC 표준FM | 1968년 10월 21일 ~ 2010년 4월 25일 | 매일 아침 8:00 ~ 아침 8:35 | 35분      |
| MBC 표준FM | 2010년 4월 26일 ~ 2017년 6월 25일  | 매일 아침 8:00 ~ 아침 8:30 | 30분      |
| MBC 표준FM | 2017년 6월 26일 ~ 2018년 4월 8일   | 매일 아침 7:00 ~ 아침 7:30 | 30분      |
| MBC 표준FM | 2018년 4월 9일 ~ 2018년 10월 7일   | 매일 아침 7:00 ~ 아침 7:25 | 25분      |
| MBC 표준FM | 2018년 10월 8일 ~ 2019년 9월 29일  | 매일 아침 7:00 ~ 아침 7:20 | 20분      |

## 역대 앵커
- 정병수
- 이상욱
- 이득렬
- 김경해
- 강성구
- 임동훈
- 이영익
- 1985년 ~ 1994년 10월 : 오남렬
- 1994년 10월 ~ 1995년 2월 : 이대우
- 1995년 2월 ~ 1996년 9월 : 추성춘
- 1996년 9월 ~ 1998년 10월 : 김강정, 장영배
- 1998년 10월 ~ 2006년 3월 : 김영일, 홍기룡
- 2006년 3월 ~ 2007년 3월 : 황희만
- 2007년 3월 ~ 2008년 3월 : 신경민
- 2008년 3월 ~ 2009년 8월: 김상수
- 2009년 8월 31일 ~ 2009년 11월: 윤영욱
- 2009년 11월 ~ 2011년 2월 : 최명길
- 2011년 3월 ~ 2011년 8월 : 황헌
- 2011년 9월 ~ 2011년 11월  : 황헌(월~목), 송형근(금)
- 2011년 12월 ~ 2012년 2월 : 황헌(월, 화, 목, 금), 송형근(수)
- 2012년 3월 ~ 2013년 6월 : 김상철
- 2013년 6월 ~ 2016년 3월 11일 : 황헌
- 2016년 3월 14일 ~ 2017년 2월 28일 : 김상운
- 2017년 3월 6일 ~ 2017년 12월 15일 : 황헌[1]
- 2017년 12월 18일 ~ 2019년 9월 27일 : 황외진